# Dilsberg
Dilsberg is een plaats in de Duitse gemeente Neckargemünd, in deelstaat Baden-Württemberg. Het ligt op minder dan een kilometer van de Neckar.